# Virtual Boy
Der Virtual Boy (jap. バーチャルボーイ, Bācharu Bōi) ist ein stationäres Virtual-Reality-Headset von Nintendo, das 1995 in Japan und den USA veröffentlicht wurde. Der Virtual Boy ähnelt einer Tauchmaske, in die man hineinsieht. Jedes Auge nimmt dabei ein anderes, leicht versetztes Bild wahr, wodurch ein real wirkender 3D-Effekt erzeugt wird. Entwickelt wurde das Projekt unter der Bezeichnung VR32.
Die Konsole ist ein Virtual-Reality-Headset, wird jedoch nicht wie die meisten VR-Headsets am Kopf befestigt und auch nicht während der Benutzung bewegt. Stattdessen hat der Virtual Boy einen Ständer, um ihn während des Spielens auf einen Tisch zu stellen. Der Spieler steuert mit einem mitgelieferten Gamecontroller.
Jedes der beiden Displays besteht aus roten LEDs auf schwarzem Grund, wodurch das Bild monochrom ist. Auf ein farbiges Bild verzichtete Nintendo, da die damals erhältlichen grünen und blauen LEDs nicht effizient waren und die LCD-Technik aufgrund ihrer Bewegungsunschärfe nicht für die nötige Bildrate von etwa 50 Hz geeignet war. In jedem der beiden Displays befinden sich 224 rote LEDs, die in einer Reihe angeordnet sind. Mittels eines Spiegels, der von einer Mechanik in einer hohen Frequenz hin- und hergeschwungen wird, wird das Bild mit einer Auflösung von 384 × 224 Pixeln erzeugt. Durch den Spiegel war das Gerät kleiner und kostengünstiger als mit einer vollen LED-Bestückung, allerdings auch gegen Stöße empfindlicher.

## Technische Details

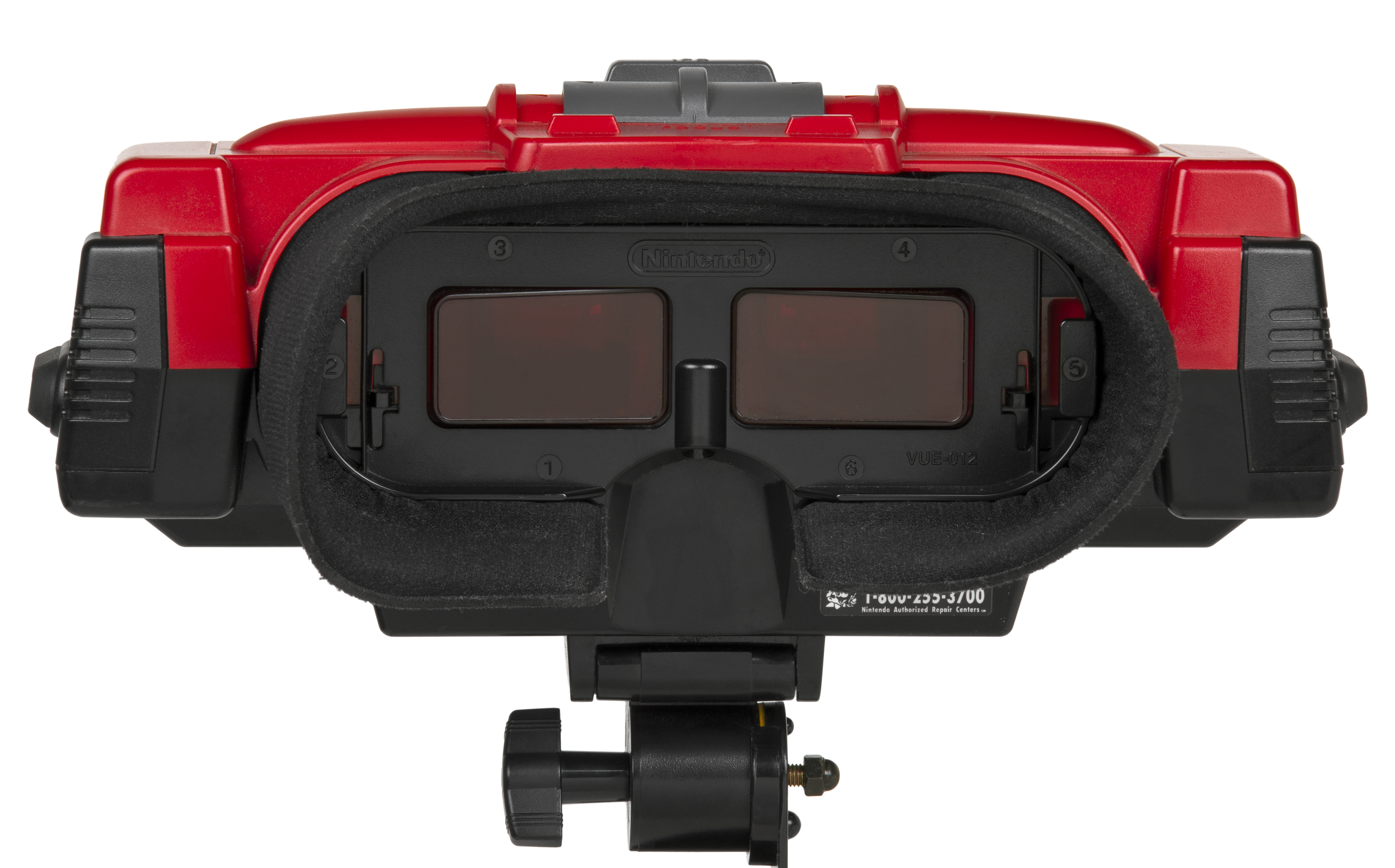
Rückansicht des Virtual Boys

| Gewicht                     | 760 g                                     |
| Größe                       | 21,7 × 25,4 × 11 cm                       |
| Stromversorgung             | 6× 1,5-V-Batterien                        |
| Spielzeit (mit 6 Batterien) | 7 Stunden                                 |
| CPU                         | 32-Bit NEC V810 RISC                      |
| CPU-Takt                    | 20 MHz (18 MIPS)                          |
| Max. Auflösung              | 384 × 224 (pro Auge)                      |
| RAM                         | 1 MB D-RAM                                |
| Video RAM                   | 512 KB P-SRAM                             |
| Cache Memory                | 1 KB                                      |
| Sound                       | 16-Bit Stereo                             |
| Controller                  | 6 Knöpfe und 2 Steuerkreuze mit 2 Griffen |
| Bildfrequenz                | 50,273487773488 Hz                        |

## Veröffentlichte Spiele
- 3D Tetris (USA)
- Galactic Pinball (Japan, USA)
- Golf (Japan, USA)
- Innsmouth no Yakata (Japan)
- Jack Bros. (Japan, USA)
- Mario Clash (Japan, USA)
- Mario’s Tennis (Japan, USA)
- Nester’s Funky Bowling (USA)
- Panic Bomber (Japan, USA)
- Red Alarm (Japan, USA)
- SD Gundam Dimension War (Japan)

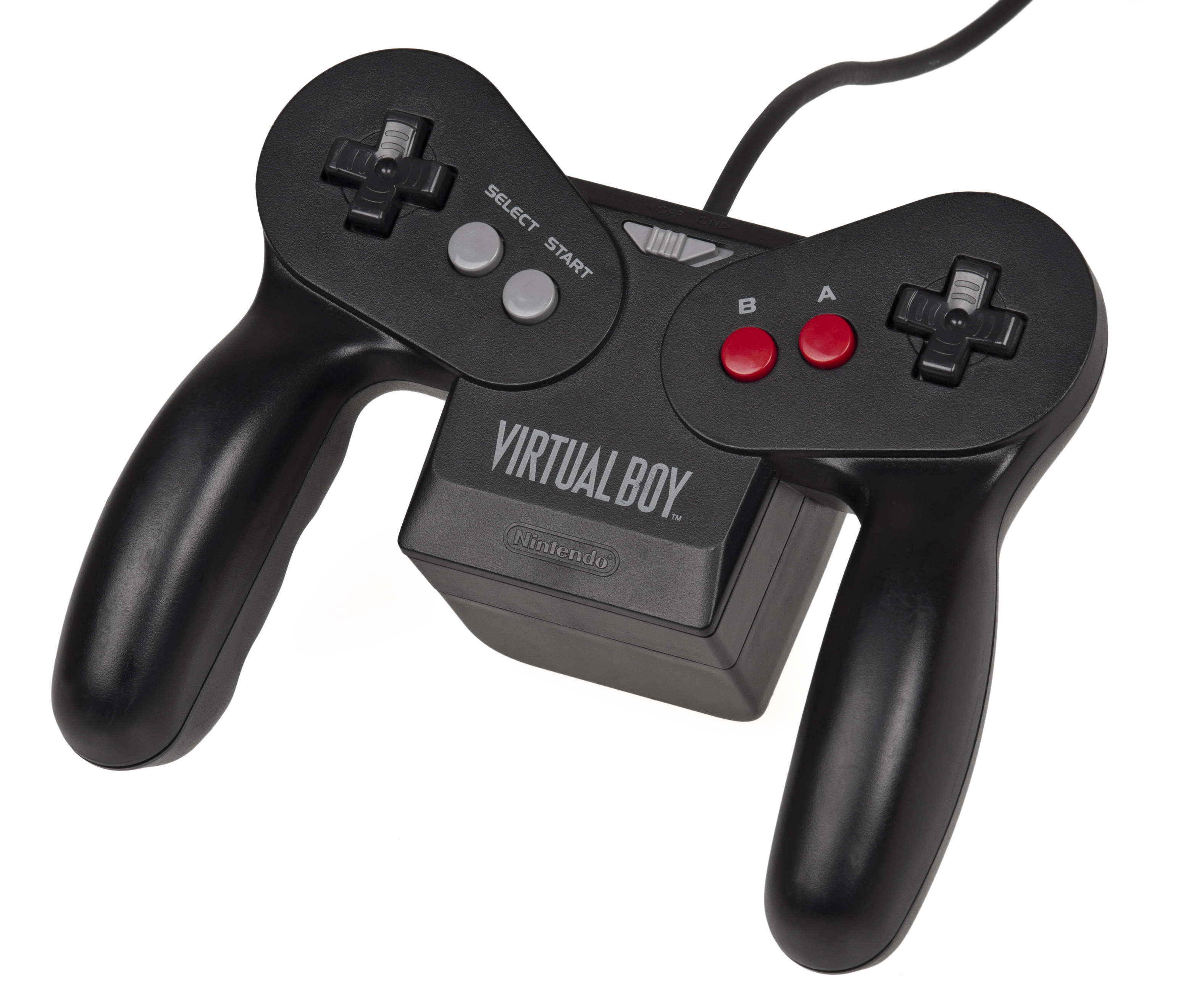
Virtual Boy Controller

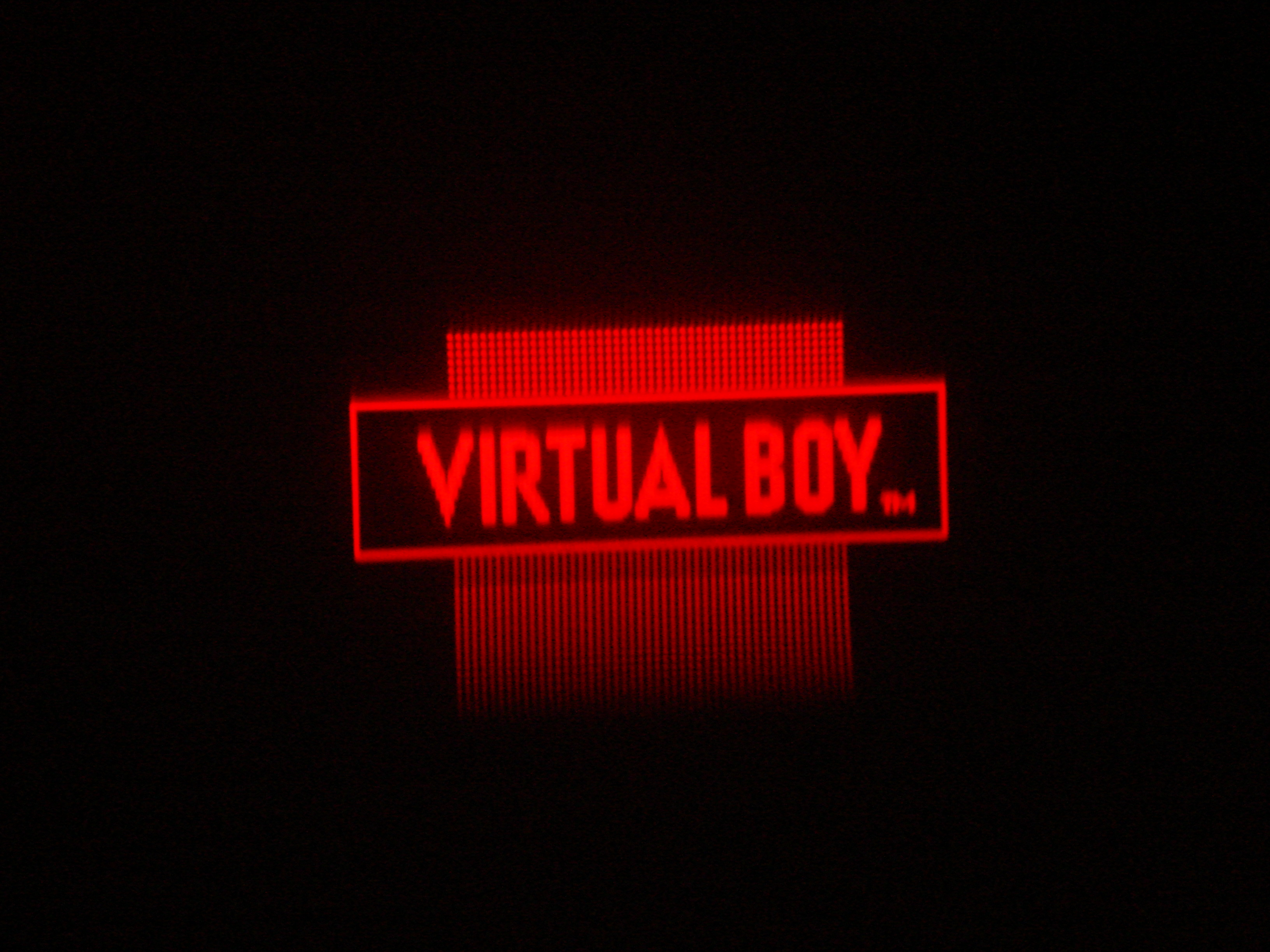
Screenshot (durch linkes Okular)

- Space Invaders Virtual Collection (Japan)
- Space Squash (Japan)
- Teleroboxer (Japan, USA)
- V-Tetris (Japan)
- Vertical Force (Japan, USA)
- Virtual Bowling (Japan)
- Virtual Boy Wario Land (Japan, USA)
- Virtual Fishing (Japan)
- Virtual Lab (Japan)
- Virtual League Baseball (Japan, USA)
- Waterworld (Japan)

## Rezeption
Der Virtual Boy war in Japan ein Misserfolg. Statt kalkulierter 250.000 verkaufter Geräte lag der Absatz bei 140.000 Stück. Auch die Veröffentlichung in den USA, in die Nintendo weitere Hoffnungen gesetzt hatte, war ein Misserfolg. Kritiker nannten verschiedene mögliche Ursachen für das Scheitern des Geräts:
- Längeres Spielen konnte Kopfschmerzen verursachen. Der diesbezügliche Warnhinweis auf der Verpackung könnte Käufer abgeschreckt haben.[4]
- Zusätzlich gab es zahlreiche Diskussionen von Eltern, die eine Beeinträchtigung der Sehstärke ihrer Kinder durch den Virtual Boy befürchteten.[4]
- Viele hatten ein tragbares System erwartet und sahen ihre Erwartungen an das Gerät nicht erfüllt. Im Vergleich zu üblichen Heimkonsolen empfanden viele die Haltung beim Spielen als unbequem.[4]
- Die Auswahl an Software-Titeln war gering, und nur einige davon machten sinnvollen Gebrauch von den 3D-Fähigkeiten des Geräts. Spielehersteller zögerten mit der Entwicklung neuer Spiele, da das neuartige Konzept der Konsole unerprobt war.[4]
- Aufgrund des ungünstigen Erscheinungszeitpunkts konkurrierte der Virtual Boy mit dem Atari Jaguar, der Sega Saturn, der PlayStation und auch dem groß angekündigten Nintendo 64, dessen Start kurz bevorstand.[5]
- Vor der Veröffentlichung wurde ein Zweispielermodus angekündigt, also eine Möglichkeit, zwei Virtual Boys miteinander zu verbinden. Dieser wurde jedoch nie implementiert.[4]